# Robert Weinberg (écrivain)
Robert Weinberg, également appelé Bob Weinberg, né le 29 août 1946 à Newark dans le New Jersey et mort le 25 septembre 2016 à Oak Forest dans l'Illinois, est un auteur, éditeur et collectionneur américain de science-fiction. Son travail couvre plusieurs genres, dont la non-fiction, la science-fiction, l'horreur et la bande dessinée.